# Grzegorz Gronkiewicz
Grzegorz Gronkiewicz (ur. 10 kwietnia 1965 w Częstochowie) – polski kolarz szosowy, indywidualny mistrz Polski (2002)
Karierę rozpoczął w klubie Kolejarz Częstochowa. W 1990 wygrał jeden z etapów Tour de Pologne, w 1991 Memoriał Andrzeja Trochanowskiego, a w 1995 wyścig „Cud nad Wisłą” i klasyfikację najaktywniejszych w Tour de Pologne. Dopiero w 2000 przeszedł na zawodowstwo, zostając członkiem zespołu MAT-Ceresit-CCC Polkowice. Od 2001 do 2003 jeździł w barwach zespołu Weltour Katowice. W 2002 (wieku 37 lat!) sięgnął po mistrzostwo Polski w szosowym wyścigu ze startu wspólnego. Od 2003 starty łączył z funkcja dyrektora sportowego zespołu. W tej podwójnej funkcji wygrał ponownie wyścig „Cud nad Wisłą”. Karierę kolarską zakończył w 2004 w drużynie Dominscout-Śnieżka Częstochowa, w której był również dyrektorem sportowym. Po zakończeniu kariery w dalszym ciągu zaangażowany w kolarstwo, m.in. jest prezesem klubu Kolejarz Częstochowa, dyrektorem sportowym zawodowej ekipy BDC Marcpol i organizatorem kryterium kolarskiego Grand Prix Jasnej Góry w tym mieście.